# 幾內亞地理

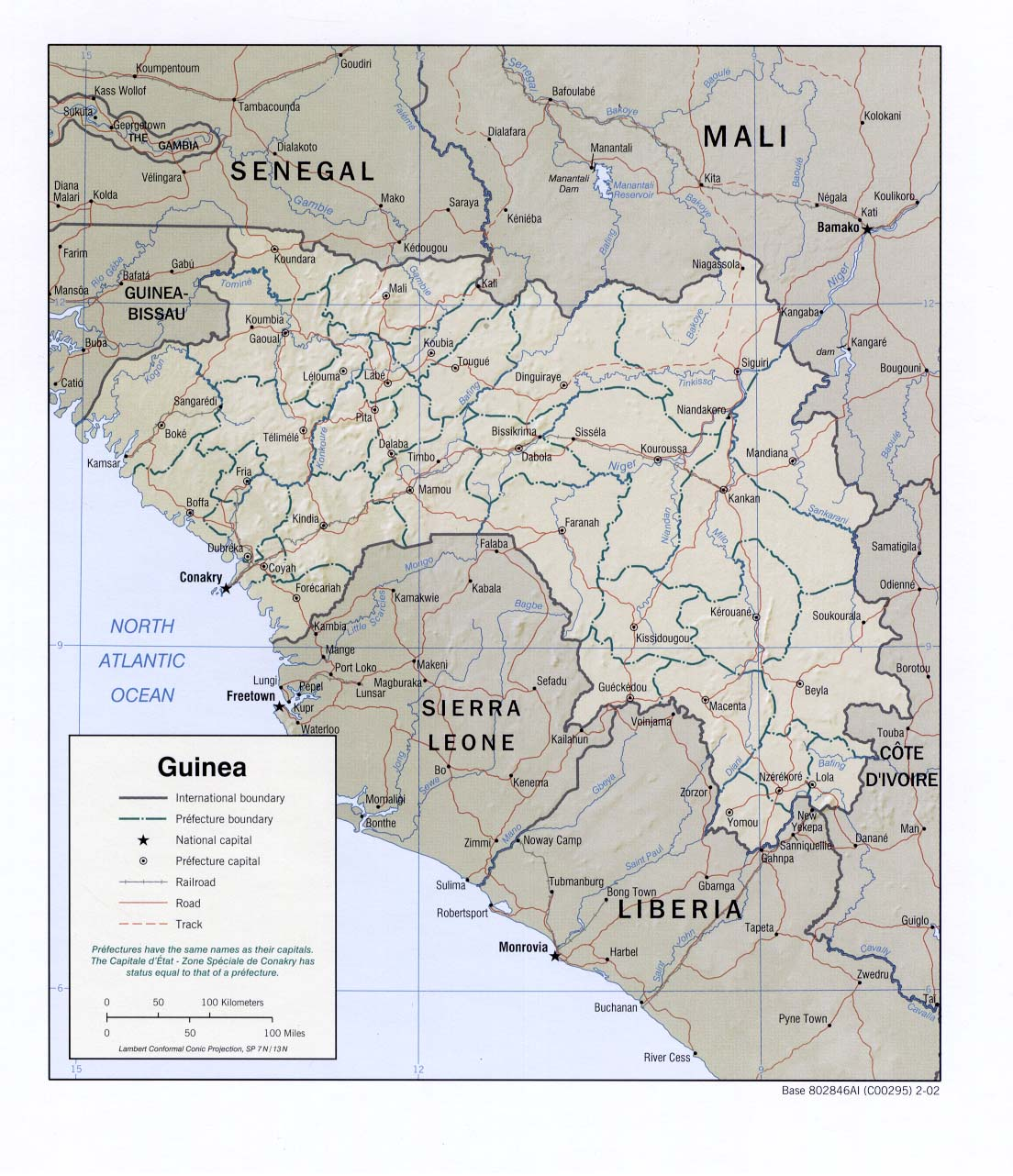
幾內亞地圖

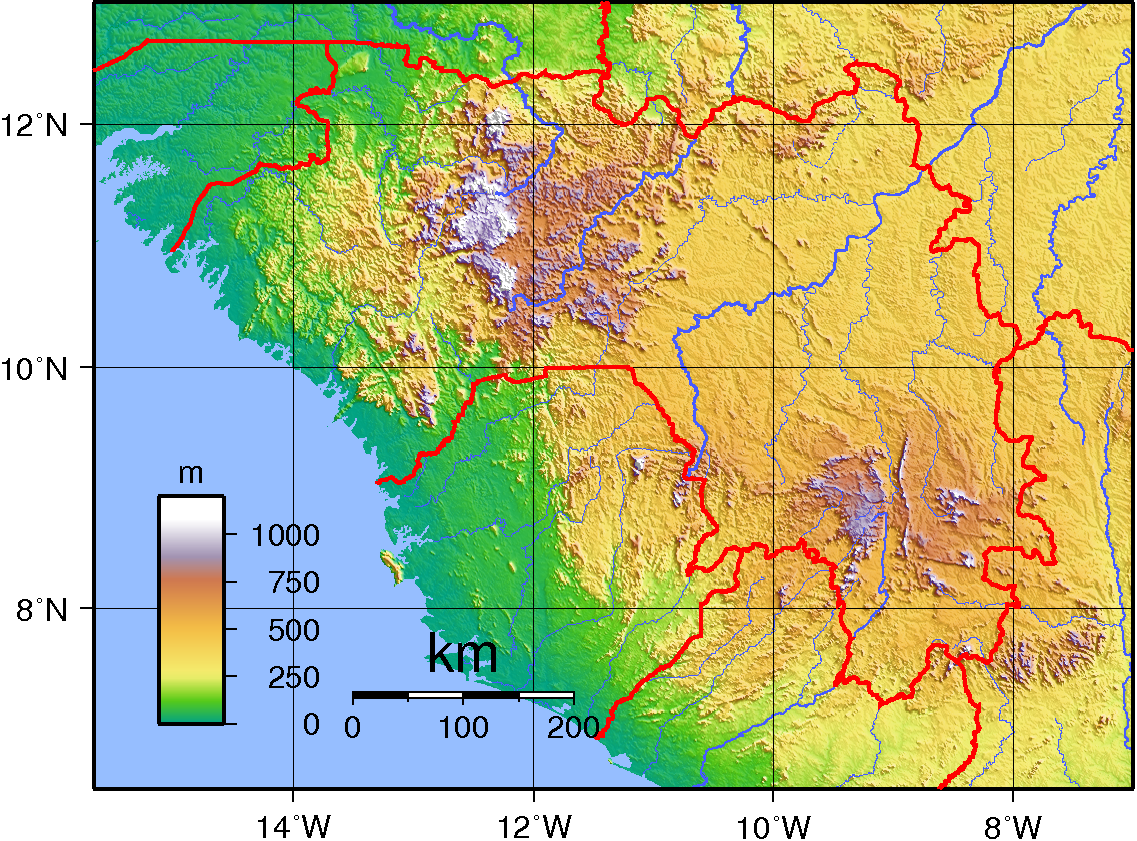
幾內亞地形

幾內亞是一個西非國家，和幾內亞比紹、塞內加爾、馬里、科特迪瓦、利比里亞和塞拉利昂等国家接壤。幾內亞大多數地區都屬熱帶氣候。全年氣候較為高溫多濕。有22條西非河流都起源于幾內亞，包括尼日爾河、岡比亞河和塞內加爾河。
几内亚全國可分為四個地理區域：由南北向的滨台构成的沿海幾内亞（又称下几内亚）、主要为乡村地区的富塔賈隆高原构成的中幾內亞、位于北部疏林草原的上几内亚、东南部的热带雨林区的森林几内亚。